# Norrbottens läns norra valkrets
Norrbottens läns norra valkrets var vid riksdagsvalen 1911–1920 till andra kammaren en egen valkrets med tre mandat. Valkretsen omfattade den norra delen av Norrbottens län och bildades genom sammanläggning av Gällivare domsagas valkrets, Kalix domsagas valkrets och Torneå domsagas valkrets. Valkretsen avskaffades inför valet 1921, då hela Norrbottens län bildade en valkrets, Norrbottens läns valkrets.
Valkretsen omfattade Gällivare domsaga, Kalix domsaga och Torneå domsaga, eller tingslagen Råneå, Nederkalix, Överkalix, Gällivare, Jukkasjärvi, Karesuando, Pajala, Korpilombolo, Övertorneå, Nedertorneå samt Haparanda stad.

## Riksdagsmän

### 1912–vårsessionen 1914
- Per Albert Bäckman, lib s
- Karl Ludvig Sandstedt, lib s
- Lars Johan Carlsson, s

### Höstsessionen 1914
- Einar Holm, lmb
- Axel Lindström, s
- Wilhelm Stenudd, s

### 1915–1917
- Einar Holm, lmb
- Axel Lindström, s
- Wilhelm Stenudd, s

### 1918–1920
- Kristoffer Bergström, lmb
- Per Albert Bäckman, lib s
- Oscar Lövgren, s vgr

### 1921
- Kristoffer Bergström, lmb
- Oscar Lövgren, s vgr
- Jonas Dahlén, k

## Valresultat

### 1911
| Parti                | Parti                                     | Röster         | Röster | Röster | Mandatfördelning | Mandatfördelning |
| Parti                | Parti                                     | Antal          | %      | +− %   | Antal            | +−               |
| -------------------- | ----------------------------------------- | -------------- | ------ | ------ | ---------------- | ---------------- |
|                      | Liberala samlingspartiet                  | 2 599          | 54,33  | —      | 2                | —                |
|                      | Sveriges socialdemokratiska arbetareparti | 2 182          | 45,61  | —      | 1                | —                |
|                      | Övriga partier                            | 3              | 0,06   | —      | —                | —                |
| Antal giltiga röster | Antal giltiga röster                      | 4 784          | 100,0  |        | 3                |                  |
| Ogiltiga röster      | Ogiltiga röster                           | 85             |        |        |                  |                  |
| Totalt               | Totalt                                    | 4 868 (36,2 %) |        |        |                  |                  |

Allmänna valmansförbundet ställde inte upp i valet.
Liberalerna (L) ställde upp med tre olika listor: partibeteckningen Böndernas och nykterhetsvännernas frisinnade parti fick 1 311 röster, partibeteckningen Frisinnade 1 267 röster och partibeteckningen De frisinnade fick 21 röster.
Socialdemokraterna gick till val med partibeteckningen Det arbetande folket och hade partiförkortningen (S).
Rösterna på övriga partier hade beteckningen På rättvisans sida (1 röst) och Fria gruppen (2 röster).
Inför valet upptogs 18 670 personer i röstlängden. Av dessa var 13 462 (72,1 %) personer röstberättigade och 5 208 (27,9 %) icke röstberättigade.

### Våren 1914
| Parti                | Parti                                     | Röster         | Röster | Röster | Mandatfördelning | Mandatfördelning |
| Parti                | Parti                                     | Antal          | %      | +− %   | Antal            | +−               |
| -------------------- | ----------------------------------------- | -------------- | ------ | ------ | ---------------- | ---------------- |
|                      | Sveriges socialdemokratiska arbetareparti | 4 147          | 56,91  | +11,30 | 2                | +1               |
|                      | Allmänna valmansförbundet                 | 1 727          | 23,70  | +23,70 | 1                | +1               |
|                      | Liberala samlingspartiet                  | 1 411          | 19,36  | -34,97 | 0                | -2               |
|                      | Övriga partier                            | 2              | 0,03   | -0,03  | —                | —                |
| Antal giltiga röster | Antal giltiga röster                      | 7 287          | 100,0  |        | 3                |                  |
| Ogiltiga röster      | Ogiltiga röster                           | 25             |        |        |                  |                  |
| Totalt               | Totalt                                    | 7 312 (51,1 %) |        |        |                  |                  |

Allmänna valmansförbundet hade förkortningen (M) och gick till val med partibeteckningen Bondepartiet för fosterlandet som fick 1 724 röster. Beteckningen Landtmännen fick 2 röster och beteckningen De borgerliga 1 röst.
Liberalerna hade förkortningen (L) och gick till val med partibeteckningen Frisinnade vänstermän. Beteckningen De frisinnade fick 2 röster och beteckningarna Det frisinnade partiet och Frisinnade 1 röst var.
Socialdemokraterna hade förkortningen (S) och gick till val med partibeteckningen Det arbetande folket. Beteckningen Socialdemokratiska partiet fick 1 röst.
Rösterna på övriga partier hade beteckningen Fria gruppen.
Inför valet upptogs 19 775 personer i röstlängden. Av dessa var 14 209 (71,9 %) personer röstberättigade och 5 566 (28,1 %) icke röstberättigade.

### Hösten 1914
| Parti                | Parti                                     | Röster         | Röster | Röster | Mandatfördelning | Mandatfördelning |
| Parti                | Parti                                     | Antal          | %      | +− %   | Antal            | +−               |
| -------------------- | ----------------------------------------- | -------------- | ------ | ------ | ---------------- | ---------------- |
|                      | Sveriges socialdemokratiska arbetareparti | 4 523          | 45,61  | +3,72  | 2                | 0                |
|                      | Allmänna valmansförbundet                 | 1 768          | 23,70  | 0      | 1                | 0                |
|                      | Liberala samlingspartiet                  | 1 169          | 15,67  | -3,69  | 0                | 0                |
|                      | Övriga partier                            | 0              | 0      | -0,03  | —                | —                |
| Antal giltiga röster | Antal giltiga röster                      | 7 460          | 100,0  |        | 3                |                  |
| Ogiltiga röster      | Ogiltiga röster                           | 27             |        |        |                  |                  |
| Totalt               | Totalt                                    | 7 485 (49,9 %) |        |        |                  |                  |

Allmänna valmansförbundet gick till val med partibeteckningen Bondepartiet för fosterlandet och hade förkortningen (M).
Liberalerna (L) ställde upp med två olika listor: partibeteckningen De frisinnade fick 1 158 röster och partibeteckningen Frisinnade vänstermän fick 11 röster.
Socialdemokraterna gick till val med partibeteckningen Det arbetande folket och hade partiförkortningen (S).
Inför valet upptogs 19 998 personer i röstlängden. Av dessa var 14 992 (75,0 %) personer röstberättigade och 5 006 (25,0 %) icke röstberättigade.

### 1917
| Parti                | Parti                                     | Röster         | Röster | Röster | Mandatfördelning | Mandatfördelning |
| Parti                | Parti                                     | Antal          | %      | +− %   | Antal            | +−               |
| -------------------- | ----------------------------------------- | -------------- | ------ | ------ | ---------------- | ---------------- |
|                      | Sveriges socialdemokratiska vänsterparti  | 3 334          | 41,25  | +41,25 | 1                | +1               |
|                      | Liberala samlingspartiet                  | 1 983          | 24,54  | +8,87  | 1                | +1               |
|                      | Allmänna valmansförbundet                 | 1 840          | 22,77  | -0,93  | 1                | 0                |
|                      | Sveriges socialdemokratiska arbetareparti | 924            | 11,43  | -49,2  | 0                | -2               |
|                      | Övriga partier                            | 1              | 0,01   | +0,01  | —                | —                |
| Antal giltiga röster | Antal giltiga röster                      | 8 082          | 100,0  |        | 3                |                  |
| Ogiltiga röster      | Ogiltiga röster                           | 47             |        |        |                  |                  |
| Totalt               | Totalt                                    | 8 129 (54,4 %) |        |        |                  |                  |

Allmänna valmansförbundet (M) gick till val med partibeteckningen Bondepartiet.
Liberalerna (L) och socialdemokraterna (S) gick till val i en valkartell med partibeteckningen Vänsterpartierna. 3 av rösterna på de liberala gick inte på valkartellen utan hade istället partibeteckningen De frisinnade.
Socialdemokratiska vänsterpartiet (V) gick till val med partibeteckningen Det arbetande folket.
Den enda rösten på övriga partier hade beteckningen Käringpartiet.
Inför valet upptogs 20 848 personer i röstlängden. Av dessa var 14 933 (71,6 %) personer röstberättigade och 5 915 (28,4 %) icke röstberättigade.

### 1920
| Parti                | Parti                                     | Röster         | Röster | Röster | Mandatfördelning | Mandatfördelning |
| Parti                | Parti                                     | Antal          | %      | +− %   | Antal            | +−               |
| -------------------- | ----------------------------------------- | -------------- | ------ | ------ | ---------------- | ---------------- |
|                      | Sveriges socialdemokratiska vänsterparti  | 2 537          | 34,07  | -7,18  | 2                | +1               |
|                      | Allmänna valmansförbundet                 | 2 175          | 29,21  | +6,44  | 1                | 0                |
|                      | Liberala samlingspartiet                  | 1 252          | 16,81  | -7,73  | 0                | -1               |
|                      | Bondeförbundet                            | 657            | 8,82   | +8,82  | 0                | 0                |
|                      | Sveriges socialdemokratiska arbetareparti | 652            | 8,75   | -2,68  | 0                | 0                |
|                      | Jordbrukarnas Riksförbund                 | 174            | 2,34   | +2,34  | 0                | 0                |
|                      | Övriga partier                            | 0              | 0      | -0,01  | —                | —                |
| Antal giltiga röster | Antal giltiga röster                      | 7 447          | 100,0  |        | 3                |                  |
| Ogiltiga röster      | Ogiltiga röster                           | 32             |        |        |                  |                  |
| Totalt               | Totalt                                    | 7 479 (48,5 %) |        |        |                  |                  |

Allmänna valmansförbundet (H) och Jordbrukarnas riksförbund (J) gick till val i en valkartell med partibeteckningen Bondepartiet.
Bondeförbundet gick till val med partibeteckningen Bondeförbundet och hade partiförkortningen (B).
Liberalerna gick till val med partibeteckningen De frisinnade och hade partiförkortningen (L).
Socialdemokraterna gick till val med partibeteckningen Arbetarepartiet och hade partiförkortningen (S).
Socialdemokratiska vänsterpartiet gick till val med partibeteckningen Det arbetande folket och hade partiförkortningen (V).
Inför valet upptogs 21 000 personer i röstlängden. Av dessa var 15 428 personer (73,5 %) röstberättigade och 5 572 (26,5 %) icke röstberättigade.